# خنصور
خنصور أو خناصير أو الضجع أو العموم أو الدغبوس أو الديع أو غلثى عربية (الاسم العلمي Caralluma arabica)، نوع نبات من الفصيلة العشارية.

## وصف النبات
نبات قائم، كثیر التفرع یصل ارتفاعھ إلى 30 – 80 سم، عدیمة اللون. الساق مضلعة ذات زوايا متموجة إلى
مسننة، الأزھار في مجامیع طرفیة بنیة محمرة اللون، ملساء مع وجود شعیرات بنیة اللون سريعة الاهتزاز على
طرف كل فص من فصوص التویج. الثمار جرابية أسطوانية ملساء ويصل طولها 10 سم. البذور عديدة ملساء،
مزودة بشعر حریري في القمة، بنیة غامقة اللون.

## التوزيع الجغرافي
من نباتات المناطق المداریة ویكثر في الجزیرة العربیة أكثر من 35 نوعا . ینمو الخنصور على المناطق الجبلیة
في الإمارات من جبل حفیت وحتى الإمارات الشمالیة.